# Powerbook

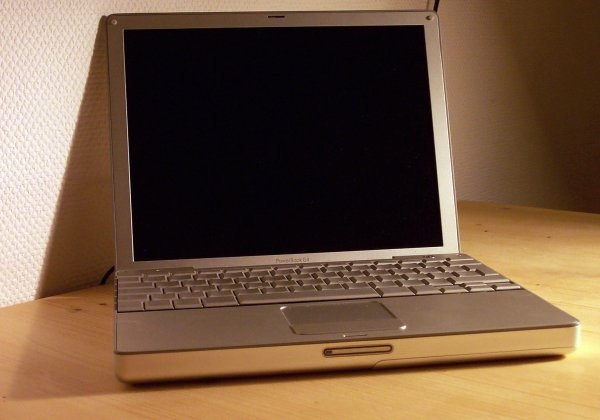
PowerBook G4 12"

Powerbook, av Apple skrivit PowerBook, var en bärbar dator i Apples produktutbud under åren 1991–2006. 
De sista modellerna drevs av Motorolas G4-processor och fanns i tre storlekar: med 12, 15 respektive 17 tums platt bildskärm. Samtliga tre modeller var utrustade med portar för USB, Firewire, ljudinmatning, 10/100 eller 10/100/1000 Mbps Ethernet, Bluetooth, 54 Mbit/s WLAN samt DVI- och S-video-utmatning för bildskärmsdubblering eller utökad arbetsyta på extern bildskärm (för 12 tums-modellen krävdes adapter för S-video).
Powerbook som produktlinje riktade sig huvudsakligen till professionella användare till skillnad från Ibook vilket inte minst märktes i utformningen av chassit, aluminium istället för Ibookens vita plast. (Jämför Powermac – Imac).
Powerbook ersattes av Macbook Pro den 10 januari 2006 vid övergången från PowerPC till Intel-processorer.

## Historia

### PowerBook med 680x0-processorn (1991–1996)
Efter att Apple haft sin produkt Macintosh Portable på marknaden sedan 20 september 1989 lanserade företaget en ny bärbar Macintoshdator med ett nytt namn, PowerBook. Den 21 oktober 1991 lanserades modellerna PowerBook 100 (16 MHz 68000), PowerBook 140 (25 MHz 68030) och Powerbook 170 (32 MHz 68030). Gemensamt för alla Powerbook med tresiffriga modellnamn var att de använde en processor från 680x0-familjen. När färgskärmarna gjorde entré markerade Apple detta med att sätta bokstaven c i modellnamnet, exempelvis 165c.
Sista Powerbook-datorn med 680x0-processorn blev Powerbook 190 och 190cs. Dessa lanserades 28 augusti 1995 och såldes till och med sommaren/hösten 1996.

### PowerBook med PowerPC-processorn (1995–1998)
Samtidigt som den sista Powerbooken med 680x0-processor introducerades 25 augusti 1995 kom även första modellen med PowerPC-processor, Powerbook 5300. Modellen fanns i varianter med gråskale- (9.5 tum, 640 × 480 pixlar) och färgskärm (10.4 tum, 640 × 480 alternativt 800 × 600 pixlar) samt med processorhastigheter på 100 till och med 117 MHz.
Senare kom de ersättande modellerna 1400 (11.3-tumsfärgskärm och 117–166 MHz 603e-processor) samt 3400 (12.1-tumsfärgskärm och 180–240 MHz 603ev-processor). 
Vid bytet från 680x0-processorn till PowerPC blev modellnamnen fyrsiffriga, precis som för Apples stationära datorer. Nomenklaturen fungerade så att en fyrsiffrig kod beskrev modellen (1400 eller 3400), därefter kom en eller två bokstäver som beskrev bildskärmstypen (c, cs eller ce) och till sist kom ett snedstreck samt processorns klockfrekvens (mellan 100 och 240).

### PowerBook med G3-processorn (1997–2001)
15 november 1997 introducerades den första Powerbooken med G3-processor. Modellen baserades helt på föregångaren Powerbook 3400. Den stora nyheten var att PowerPC 603e-processorn ersatts med en PowerPC G3-processor. Den G3-version som användes var en PowerPC 750 på 250 MHz med 512 kB Level 2-cache. Vidare hade modellen 32 MB RAM, 5 GB hårddisk, CD-ROM- och diskettläsare. Bildskärmen var av typen bakgrundsbelyst aktiv matris med storleken 12,1 tum och upplösningen 800 × 600 pixlar. Datorn kallades PowerBook G3/250 efter sin klockfrekvens, men den kan lätt förväxlas med en senare Powerbook G3-modell med 250 MHz processor.
Efter denna kom tre större uppdateringar innan det blev dags för G4-processorn att göra entré i Powerbook. Dessa tre versioner av datorn kom att kallas för Wall Street, Lombard och Pismo. Wall Street (mars 1998) fick en rejält omarbetad och kurvig design som exempelvis rundade hörn där det mest utmärkande var "musknappen". Wall Street blev första bärbara Macintosh-datorn med DVD-läsare. Fanns i skärmstorlekarna 12,1, 13,3 och 14,1 tum. Lombard (1 maj 1999) införde USB-porten (två USB-portar fanns) som ersatte portarna för ADB och skrivare/modem. Lombard fanns bara i skärmstorleken 14,1 tum (TFT-typ och 1024 × 768 pixlar). Pismo (februari 2000) var väldigt lik föregångaren men hade snabbare processor, mer internminne, större hårddisk och pensionerade SCSI-kontakten och införde Firewire (2 portar för 400 Mbps). Dessutom fick Pismo en intern expansionsplats för Apples eget nätverkskort för trådlöst Ethernet (WLAN) av typen 802.11b (11 Mbps) som företaget marknadsförde under namnet AirPort.
Powerbook G3 nådde 500 MHz. Under datorns livstid pensionerades diskettläsaren samt portarna för ADB, skrivare och modem. Tekniker som infördes var DVD-läsare, USB-porten, Firewire-porten och AirPort.

### Powerbook med G4-processorn (2001–2006)
Introducerades i januari 2001 vid Macworld Expo. Datorn kallades Powerbook G4 Titanium efter materialet titan som användes för chassit. Fanns med en skärmstorlek och det var 15 tum. Nästa stora ändring skedde i januari 2003 vid Macworld Expo då modellen släpptes i versioner med skärmstorlekar på 12 och 17 tum. Dessutom hade de nya modellerna aluminiumskal vilket gjorde att datorn kallades Powerbook G4 Aluminium. PowerBook G4 Titanium med 15 tumsskärm fanns parallellt med aluminium-modellerna till och med september 2003 vid AppleExpo i Paris där företaget lanserade en aluminium-modell av 15-tumsversionen. I januari 2006 vid Macworld Expo lanserade företaget Macbook Pro. De följande månaderna såldes PowerBook G4 parallellt och under våren 2006 slutade Apple sälja datorn.

## Tekniska specifikationer för Powerbook
- Äldre modeller (med siffror – till exempel 1400 och 5300)
- Sista modellerna (G3 och G4)

## Kuriosa
al-Qaidas attack mot den amerikanska ambassaden i Nairobi planerades på en Apple Powerbook 140.